# Susanne Bier
Susanne Bier, född 15 april 1960 i Köpenhamn, är en dansk regissör.

## Biografi
Susanne Bier är utbildad vid Den Danske Filmskole och Niels Steensens Gymnasium.
Biers film, Hämnden (Hævnen, med Mikael Persbrandt), blev kritiserad av regimen i Sudan för att den var rasistisk medan den ännu inte var färdiginspelad, klippt eller släppt. Filmen släpptes i augusti 2010 och belönades med en Golden Globe i kategorin Bästa icke-engelskspråkiga film. Den belönades 2011 även med en Oscar i kategorin Bästa icke-engelskspråkiga film. 2016 tilldelades hon Göteborg Film Festivals pris Nordic Honorary Dragon Award. Inför 2006 års Oscarsgala var hennes film Efter bröllopet nominerad i kategorin "Bästa icke-engelskspråkiga film" men vann inte.
Bier var tidigare gift med den svenske skådespelaren Philip Zandén.

## Filmografi i urval
- 1989 – Songlines (video)
- 1991 – Freud flyttar hemifrån...
- 1991 – Brev till Jonas (dansk titel: Brev til Jonas)
- 1993 – Luischen (TV-film)
- 1994 – Det stannar i familjen (dansk titel: Det bli'r i familien)
- 1995 – Pensionat Oskar
- 1995 - Abra kadabra (dansk titel: Abra kadabra)
- 1997 – Sekten (engelsk titel: Credo)
- 1999 – Den enda rätta
- 2000 – Livet är en schlager
- 2002 – Älskar dig för evigt
- 2004 – Bröder
- 2006 – Efter bröllopet
- 2007 – Things We Lost in the Fire
- 2010 – Hämnden
- 2012 – Bröllop i Italien
- 2014 – Serena
- 2014 – En andra chans (dansk titel: En chance til)
- 2016 – The Night Manager (miniserie)
- 2018 – Bird Box

## Utmärkelser
- Dreyerpriset,  1992[2]
- Golden Globe Award för bästa utländska film,  2010
- Riddare av Dannebrogorden,  11 januari 2010[3][4]
- Europeiska filmpriset för bästa regi, för Hämnden,  2011[5]
- Europeiska filmpriset för bästa komedi, för Bröllop i Italien, med  Anders Thomas Jensen, Sisse Graum Jørgensen och Vibeke Windeløv,  2013[6]
- Årets hedershantverkare,  2013[7]
- Primetime Emmy Award för bästa regi i en kortserie, film eller dramaspecial, för The Night Manager,  2016
- European Film Academy Achievement in World Cinema Award,  2021[8]
- Heders-Bodilpris,  2022[9]

[Redigera Wikidata]